# Casa de Magia (Blois)
La Casa de Magia Robert-Houdin (en francés: Maison de la Magie Robert-Houdin) es un museo especializado en ilusionismo y prestidigitación ubicado en Blois, en el centro de Francia.
El museo tiene la apelación "Museo de Francia" y rinde homenaje a Jean-Eugène Robert-Houdin, famoso ilusionista francés nacido en Blois a principios del siglo XIX cuyo apellido luego inspiró a Houdini.

## Presentación

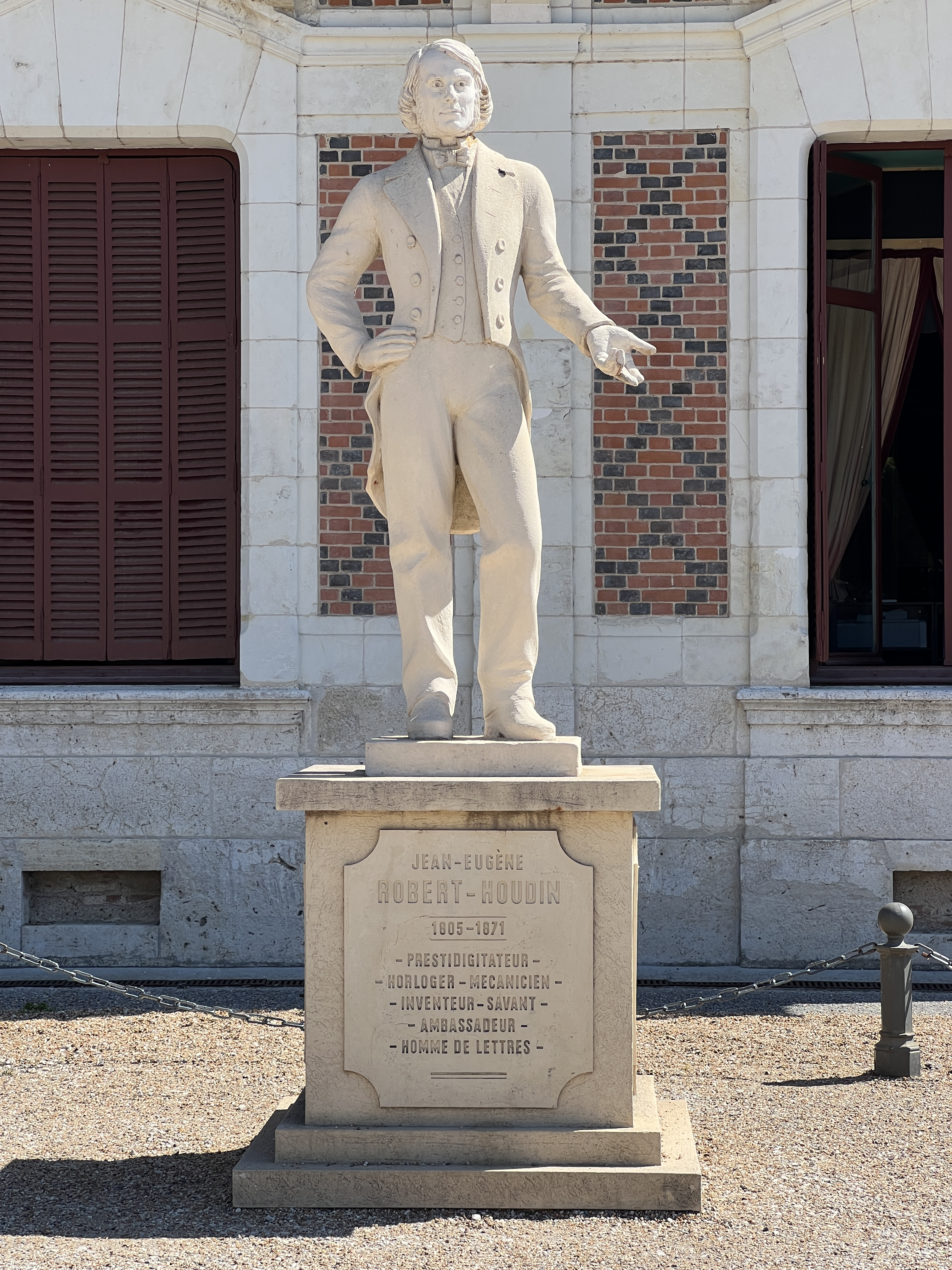
Estatua de Jean-Eugène Robert-Houdin en la entrada.

La Casa de Magia fue inaugurada en 1998. El museo destaca la vida y las múltiples obras de Jean-Eugène Robert-Houdin, famoso ilusionista, inventor, relojero y constructor de autómatas francés nacido en Blois durante el Primer Imperio, en 1805.
El municipio de Blois compró la casa Massé, una gran casa burguesa construida en 1856 frente al castillo, para exponer la colección privada del ilusionista cedida a la ciudad en 1981 por Paul Robert-Houdin, su nieto, que había abierto allí un museo privado. Esta colección se fue enriqueciendo progresivamente.
Las colecciones de arte mágico y carteles permiten a los visitantes descubrir la historia de la magia.
El museo está certificado como "Museo de Francia"; es el único museo público de Europa que presenta colecciones de magia y un espectáculo permanente en vivo en el mismo lugar.
Cada media hora, la fachada de la casa que da a la plaza del castillo de Blois cobra vida con dragones que salen por las ventanas.
El museo está situado en el centro de la ciudad de Blois, frente al castillo.